# Olha Semenova
Olha Semenova (ucraïnès: Ольга Юріївна Семенова)  (Sant Petersburg, 6 d'octubre de 1964) és una jugadora d'handbol ucraïnesa, ja retirada, que va competir sota bandera soviètica durant la dècada de 1980.
El 1988 va prendre part en els Jocs Olímpics d'Estiu de Seül, on guanyà la medalla de bronze en la competició d'handbol. En el seu palmarès també destaca una medalla d'or en el Campionat del món d'handbol de 1986.